# Numerele de înmatriculare auto în Luxemburg
Numerele de înmatriculare în Luxemburg sunt formate din maxim șase caractere, de obicei din două litere și patru cifre.

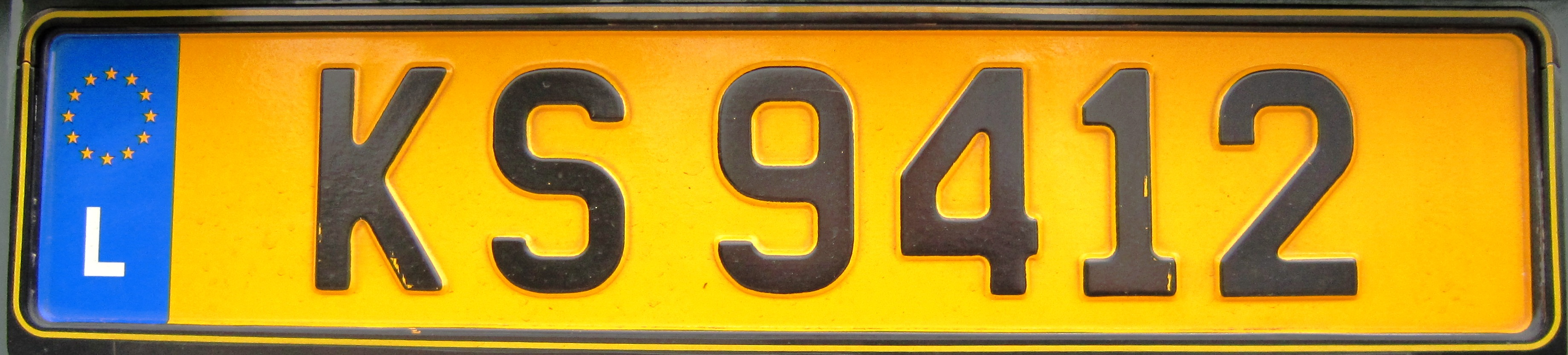
Număr de înmatriculare din Luxemburg